# Shinji Miyadai
Shinji Miyadai (jap. 宮台真司 Miyadai Shinji; ur. 3 marca 1959 w Sendai) – japoński socjolog, krytyk filmowy i profesor na Tokyo Metropolitan University.
Od czasu publikacji pracy doktorskiej w 1989 roku jest stale obecny w świecie japońskiej literatury. Jego kontrowersyjna praca na temat Enjo kōsai od czasu jej publikacji była przedmiotem wielu dyskusji w Japonii.
29 listopada 2022 roku Miyadai został zaatakowany w kampusie Minami-Osawa w Hachiōji w szeroko komentowanym ataku nożownika. Podejrzany o ten atak popełnił samobójstwo 16 grudnia 2022 roku, nie wyjaśniając swoich motywów.